# ألفين أنتوني شال
ألفين أنتوني شال (بالإنجليزية: Alvin Anthony Schall) (و. 1944 – م)هو قاضي من الولايات المتحدة الأمريكية .

## التعليم
تعلم في جامعة برنستون.